# Windrush (rivier)

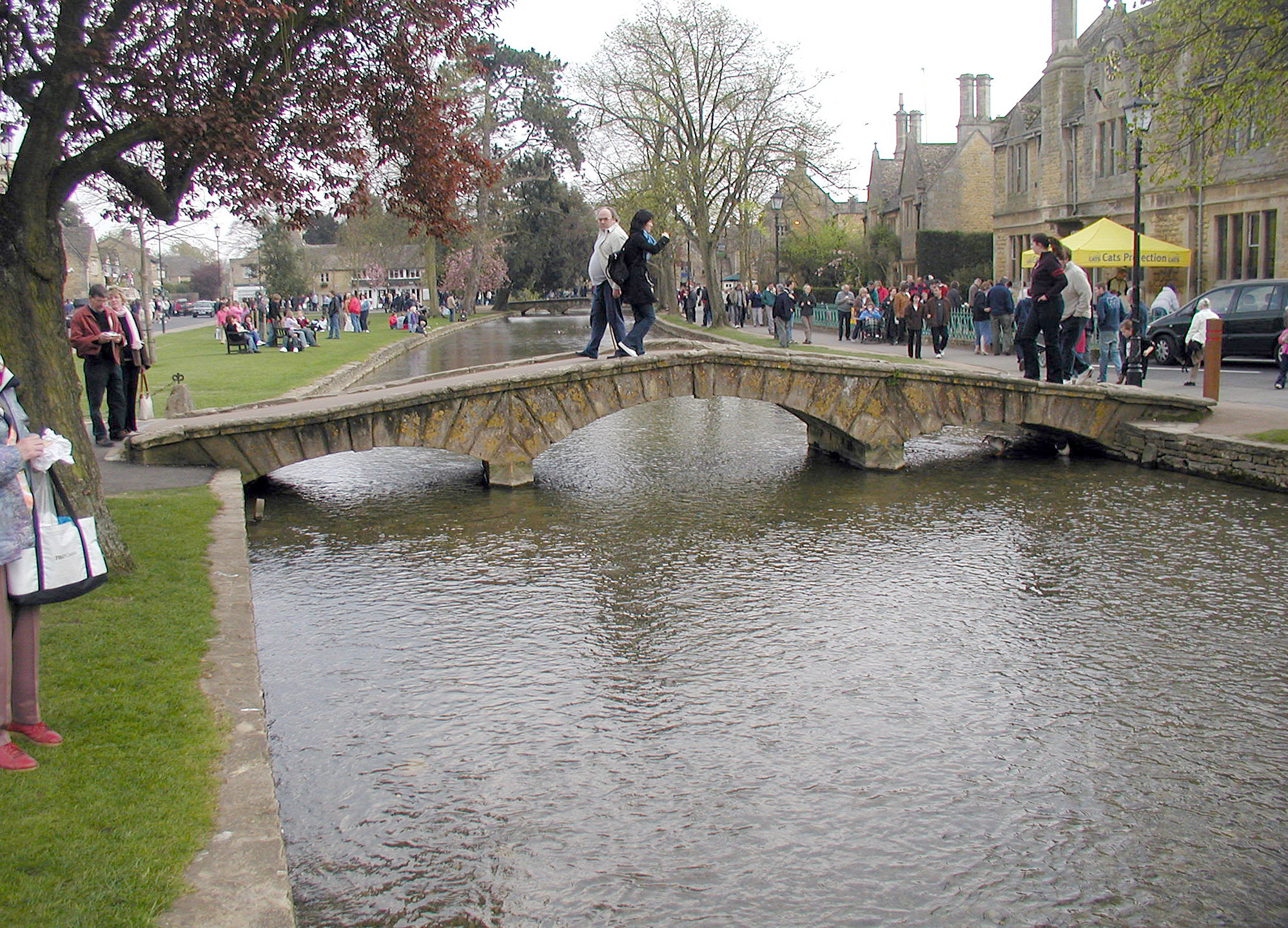
Een voetbrug over de Windrush in Bourton-on the-Water, Gloucestershire in april 2003.

De Windrush is een rivier in de Cotswolds in Engeland.
De rivier ontspringt in de Cotswold Hills in Gloucestershire ten noordoosten van het gehucht Taddington (51° 59′ NB, 1° 52′ WL). Ze stroomt door Bourton-on-the-Water, waar ze de bijnaam "het Venetië van de Cotswolds" inspireerde, via het dorp Windrush naar Oxfordshire, waar zij door Burford, Witney, Ducklington en Standlake stroomt om bij Newbridge uit te monden in de Theems (51° 43′ NB, 1° 25′ WL). De route ligt geheel in het Area of Outstanding Natural Beauty van de Cotswolds. De lengte bedraagt circa 65 kilometer of 40 Engelse mijlen.
De rivier is rijk aan leven langs en in het water, onder meer forel, vlagzalm, voorn, serpeling en karperachtigen. Tot zeker in de jaren 80 was er ook een aanzienlijke populatie van rivierkreeften.
In Burford is één brug over de rivier, in Witney ook.
Vanaf het midden van 17e eeuw tot het eind van de 20e eeuw werd het rivierwater in Witney gebruikt in de laken- en wolindustrie. De kwaliteit van laken uit Witney stond internationaal hoog aangeschreven. De laatste fabriek sloot omstreeks 1997.